# اتحادیه‌میهنی (لیختن‌اشتاین)

لوگو تا اوت ۲۰۲۴

اتحادیه میهنی ( آلمانی: Vaterländische Union, VU ) یک حزب سیاسی لیبرال-محافظه کار در لیختن‌اشتاین است.  اتحادیه میهنی یکی از دو حزب سیاسی اصلی، همراه با حزب سلطنتی - محافظه‌کار شهروندان مترقی (FBP) در لیختن‌اشتاین است. اتحادیه میهنی نسبتاً لیبرال‌تر از حزب دیگر است که از سلطنت مشروطه حمایت می‌کند. این حزب  از حکومت مردم سالار بیشتر حمایت می‌کند. در حال حاضر توسط توماس زویفل‌هوفر رهبری می‌شود و دارای ده کرسی در پارلمان ۲۵نفره لیختن‌اشتاین است.